# 自由和平等
自由和平等（義大利語：Liberi e Uguali，缩写为LeU）是意大利的一个左翼议会党团。它作为政党联盟成立于2017年12月3日。该联盟的意识形态是社会民主主义、民主社会主义、进步主义。该联盟的领袖是前参议院主席、前反黑手党检察官彼得罗·格拉索。该联盟在2018年意大利大选中获得4个共和国参议院席位和14个众议院席位。2018年底，三个主要创始成员党退出自由和平等，但自由和平等作为议会党团继续存在。
2021年意大利政府危机后，该联盟在总理马里奥·德拉吉的政府中只有一位部长罗伯托·斯佩兰扎。

## 成员

### 创始成员政党
- 第1条－民主和进步运动
- 意大利左翼
- 可能

### 其他参与政党
- 南蒂罗尔绿党（義大利語：Verdi del Sudtirolo/Alto Adige）
- 西西里社会党（英语：Sicilian Socialist Party）